# Marta Reyero
Marta Reyero Echevarría (León, España, 18 de noviembre de 1965) es una periodista española.

## Biografía
Criada en Oviedo (Asturias) desde su infancia, cursó estudios de Filosofía y Letras en la Universidad de Oviedo, y obtuvo su Licenciatura en Periodismo en la Universidad del País Vasco.
Comenzó su andadura periodística entre 1988 y 1990 en SER Gijón, Radio Asturias Cadena SER y Radio Minuto Asturias, emisoras de radio en las que trabajó como presentadora de programas informativos. 
En 1990 ingresa en TVE-Asturias. Entre 1990 y 1992, presenta un programa cultural y otro sobre el sector agrario y piscícola. 
En octubre de 1992, ya en Madrid, se incorpora a la Cadena SER, donde trabaja en Hora 25 que entonces dirige Carlos Llamas- También en la Cadena SER, edita y presenta Hora 20 entre 1992 y 1994.
Se incorpora a Sogecable en 1994, primero en el informativo Redacción (en Canal+), en 1998 en la edición nocturna de CNN+ y al mismo tiempo en esta cadena presenta el programa de cine, Estrenos. También trabaja en el programa Código+ Belfast, proceso de paz en Irlanda del Norte, cubre procesos electorales de España y el extranjero, como redactora y presentadora y presenta el noticiario de las 21:30 de Canal+. 
En 2005 pasa a Cuatro, la cadena en abierto de Sogecable, donde trabaja en el área de Informativos. Entre noviembre de 2005 y agosto de 2006 presenta la edición mediodía de Noticias Cuatro junto con Marta Fernández y desde septiembre de 2006 presenta junto con Miguel Ángel Oliver las ediciones de fin de semana. A partir de septiembre de 2014 lo hace con Roberto Arce. Desde febrero de 2019 hasta enero de 2024 presenta junto a Arce las ediciones de fin de semana de Cuatro al día. En enero de 2024, ambos vuelven a presentar las dos ediciones de fin de semana de Noticias Cuatro con el regreso de los servicios informativos al segundo canal de Mediaset España.
También publica artículos sobre cine y televisión en el diario El País y las revistas Cinemanía y Cajastur e interviene en películas y documentales como Soldados de Salamina, La balsa de piedra, Picasso y sus mujeres o El corazón del guerrero.
En 2011 recibe la Antena de Oro en la categoría de Televisión.
En 2024 recibe el Premio Ondas Nacional de Televisión a Mejor Presentador o Presentadora ex aequo junto con Isabel Jiménez.

## Trayectoria

### Programas de televisión
| Periodo              | Programa                      | Cadena | Notas          |
| -------------------- | ----------------------------- | ------ | -------------- |
| 1994-1998            | Redacción                     | Canal+ | Copresentadora |
| 1998-2005            | Edición Nocturna              | CNN+   | Presentadora   |
| 2005-2006            | Noticias Cuatro 1             | Cuatro | Presentadora   |
| 2006-2019; 2024-act. | Noticias Cuatro Fin de semana | Cuatro | Presentadora   |
| 2019-2024            | Cuatro al día Fin de semana   | Cuatro | Presentadora   |

## Premios
- Antena de Oro de Televisión (2011).[4]
- Premio Ondas Nacional de Televisión a Mejor Presentador o Presentadora ex aequo junto con Isabel Jiménez (2024).[5]